# Egbert Haas
Egbert Haas   (Mengen, p. dècada del 1940) és un antic pilot d'enduro alemany que va guanyar el Campionat d'Europa en la cilindrada de superiors a 750 cc amb una Maico el 1979.
La temporada de 1979 fou la primera i única en què el campionat d'Europa d'enduro incloïa la categoria de superiors a 750 cc, ja que la següent, 1980, aquesta categoria es va dividir en dos: fins a 1.000 cc i superiors a 1.000 cc, ambdues pensades per a grans motocicletes pluricilíndriques com ara les BMW GS 800 o superiors. Haas, que a data de 1978 havia guanyat cinc campionats d'Alemanya d'enduro en grans cilindrades, va preparar per a l'ocasió una motocicleta artesanal partint d'una Maico 440, el cilindre de la qual va canviar per un de 775 cc (amb un diàmetre de 109 mm) que va fabricar i instal·lar ell mateix, així com el corresponent pistó. El seu experiment va resultar reeixit i, de forma inesperada, va superar amb el seu gros motor monocilíndric de dos temps totes les motocicletes rivals, equipades amb potents motors pluricilíndrics de quatre temps. El subcampió aquell any, darrere de Haas, fou Kurt Distler, amb una Yamaha bicilíndrica i el tercer, Richard Schalber amb una BMW de motor boxer, tots tres alemanys.